# Lista tabletów marki Microsoft
Lista tabletów marki Microsoft – lista tabletów wyprodukowanych przez firmę Microsoft. Modele wyprodukowane pod marką Microsoft.
| Model                     | Wymiary (mm)        | Masa(g) | Obsługa sieci | Wyświetlacz(cali) | Pamięć(GB)                 | Aparat cyfrowy(Mpx) | Ogniwo(mAh) | Rok produkcji | Źródło |
| ------------------------- | ------------------- | ------- | ------------- | ----------------- | -------------------------- | ------------------- | ----------- | ------------- | ------ |
| Microsoft Surface         | 274,6 x 172 x 9,4   | 680     | Wi-Fi         | 10.6              | 32 ROM 3 RAM               | 1                   | 4200        | 2012          | [ 1 ]  |
| Microsoft Surface 3 Wi-Fi | 267 x 187 x 8,7     | 641     | Wi-Fi         | 10.8              | 64 ROM 2/4 RAM             | 8                   | 3700        | 2015          | [ 2 ]  |
| Microsoft Surface Pro 4   | 292,1 x 201,4 x 8,5 | 786     | Wi-Fi         | 12.3              | 512/256/128 ROM 8/16/4 RAM | 8                   | 5087        | 2015          | [ 3 ]  |